# Semaeopus serrilinearia
Semaeopus serrilinearia là một loài bướm đêm trong họ Geometridae.